# Mjösjön (Umeå socken, Västerbotten, 708085-172508)
Mjösjön (Yttertavle) är en sjö i Umeå kommun i Västerbotten som ingår i Tavelån-Umeälvens kustområde. Sjön har en area på 0,113 kvadratkilometer och ligger 24 meter över havet.
Mjösjön är långsmal, cirka 700 meter lång och 100-200 meter bred. Den ligger strax väster om den större sjön och byn Holmsjön. Några sommarstugor är den enda bebyggelsen runt sjön.

## Sportfiske
Mjösjön är en populär sjö för sportfiskare, eftersom en lokal sportfiskeklubb varje år planterar in ädelfisk som regnbåge och öring i sjön.

## Fornminnen
Mjösjön är bland annat känt för det fornminnesområde som finns på en höjd strax söder om sjön. Här finns fyra gravar från bronsåldern, däribland Sveriges nordligaste skeppsättning samt två gravrösen och en stensättning.

## Delavrinningsområde
Mjösjön ingår i delavrinningsområde (708109-172496) som SMHI kallar för Mynnar i Holmsjöbäcken. Medelhöjden är 29 meter över havet och ytan är 1,43 kvadratkilometer. Det finns inga avrinningsområden uppströms utan avrinningsområdet är högsta punkten. Vattendraget som avvattnar avrinningsområdet har biflödesordning 3, vilket innebär att vattnet flödar genom totalt 3 vattendrag innan det når havet efter 2,5 kilometer. Avrinningsområdet består mestadels av skog (86 procent). Avrinningsområdet har 0,11 kvadratkilometer vattenytor vilket ger det en sjöprocent på 8 procent.